# 上森合直幸
上森合 直幸（かみもりあい なおゆき、1949年8月5日 - ）は、岩手県出身の元プロ野球選手（投手）。

## 来歴・人物
岩手県雫石町の雫石町立西山中学校（現在は廃校）から集団就職で田無市の日特金属工業に入社、1971年にドラフト外にてロッテオリオンズにテスト入団。
軟式野球出身で、主に打撃投手を務めた。一軍公式戦の出場がないまま退団した。引退後は高円寺で焼き鳥屋を営み、その後は故郷で店を開いている。
上森合は最終学歴が中卒の選手であり、1965年のドラフト制導入以降、練習生を除いて最終学歴が中卒で入団したのは、上森合の他には近藤義之と稲垣秀次の2人だけである。3人ともドラフト外での入団だが、入団時の年齢は上森合が最も高齢である。

## 詳細情報

### 年度別投手成績
- 一軍公式戦出場なし

### 背番号
- 74 （1972年）
- 61 （1973年 - 1976年）